# هانس یورگن ویتکمپ
هانس یورگن ویتکمپ (انگلیسی: Hans-Jürgen Wittkamp؛ زادهٔ ۲۳ ژوئیهٔ ۱۹۴۷) بازیکن فوتبال اهل آلمان است.
از باشگاه‌هایی که در آن بازی کرده‌است می‌توان به باشگاه فوتبال شالکه ۰۴ و باشگاه فوتبال بروسیا مونشن‌گلادباخ اشاره کرد.